# François Simiand
François Joseph Charles Simiand, né le 18 avril 1873 à Gières (Isère) et mort le 13 avril 1935 à Saint-Raphaël (Var), est un sociologue et économiste français. Il est considéré comme l'un des fondateurs de l'école sociologique française.

## Biographie
François Simiand est natif de Gières. Il naît dans une famille de quatre enfants dont le père, qui mourra jeune, est instituteur. Élève brillant, il étudie au Lycée de Grenoble puis au Lycée Henri IV à Paris où Henri Bergson le remarque. Il obtient le  Premier prix en composition française et en histoire au concours général. Il intègre l'École normale supérieure en 1893. En 1896, il est reçu premier à l'agrégation de philosophie. 
Le cours de Lucien Lévy-Bruhl lui a fait découvrir Auguste Comte et celui de Lucien Herr le socialisme. Il rejoint alors la Fondation Thiers et commence des études de droit. En 1904, il soutient une thèse de droit (option science politique et économique) sur Le Salaire des Ouvriers des Mines en France.

### La période 1900-1914
Durant cette période, Simiand occupe des emplois relativement précaires. Il est bibliothécaire au ministère du commerce (1901-1906) puis du travail (1906-1914) et donne quelques cours  à la London School of Economics (1914). Il supplée aussi parfois Adolphe Landry à l’École pratique des hautes études. Deux raisons semblent expliquer ce parcours modeste : son socialisme et une certaine « exigence de ne pas parvenir ». 
À partir de 1900, il suscite la création d'une bibliothèque de sciences sociales au ministère du Commerce, qui sera ultérieurement regroupée avec le Centre de documentation économique (voir l'article Bibliothèque centrale de l'Institut national de la statistique et des études économiques).  En 1903, il participe à une vive polémique dans laquelle il accuse l'histoire, en dépit des prétentions de Seignobos et de Paul Lacombe, de ne pas suivre des règles méthodologiques qui puissent lui permettre de s'établir en tant que discipline scientifique,. De façon générale, la période 1900-1914 est une période d'intense activité. Il écrit brièvement à L'Aurore et à la Revue blanche. Il est de 1900 à 1906 secrétaire de rédaction des Notes Critiques Sciences sociales, il collabore à la Revue Syndicaliste d'Albert Thomas. En 1908, il participe à la fondation du Groupe d’Études Socialistes. Il est également de l'équipe de L'Année sociologique avec Émile Durkheim, Marcel Mauss et Célestin Bouglé. Enfin, il publie en 1912 La Méthode Positive en Science économique.  

Pour Ludovic Frobert, qui a travaillé sur l’œuvre de Simiand : 

« Sa production scientifique d'avant-guerre est alors particulièrement brillante, sa signature apparaissant, outre dans l'Année Sociologique, ou dans les Notes Critiques,  dans des publications telles que la Revue de Métaphysique et de Morale, le Bulletin de la Société Française de Philosophie, le Journal de la Société de Statistique de Paris.. »

### De 1914 à 1924
Il se marie en octobre 1914 avec la fille d'un artisan forgeron et n'aura pas d'enfants. Mobilisé, il devient chef de Cabinet de 1915 à 1917 d'Albert Thomas (homme politique), au Secrétariat d'État à l'artillerie et aux munitions. Au moment de l'armistice, il est membre du comité interallié de statistique des fabrications de guerre. Puis, de 1919 à 1920, il est directeur du travail, de la législation ouvrière et des assurances sociales au commissariat général de la République à Strasbourg.
En 1919, il devient également professeur au Conservatoire national des arts et métiers, d'abord à la chaire d'organisation du travail puis à celle d'économie politique ; enfin il est nommé  chargé de conférences à la IVe section de l'École pratique des hautes études (1924), occupant pour la première fois un poste d’enseignement stable qui lui permet de se consacrer à la recherche. Il donne des conférences à la London School of Economics au début de l'année 1914.
Durant cette période, il fonde l'École Technique de la fédération nationale des coopératives de consommation, et signe avec Charles Gide le manifeste coopératif. Il devient aussi membre en 1918 du comité de rédaction de la revue d'économie politique.

### De 1924 à 1935
Durant cette période, François Simiand publie trois de ses œuvres majeures : un Cours d'économie politique en trois volumes (1929-1931), et surtout en 1932 Le Salaire, L'évolution Sociale et la Monnaie ; enfin, dans les Annales Sociologiques, son article « La monnaie, réalité sociale » (1934).
Durant cette période, c'est un homme influent dont on discute les œuvres. Il devient titulaire de la chaire d'histoire du travail au Collège de France en 1932.
Lorsqu'il meurt en 1935, Marcel Mauss lui rend un hommage vibrant dans le Populaire du 19 avril 1935 : « ... dans l'histoire de la science française, dans celle de l'économie politique, de la statistique, de la sociologie, dans le progrès de nos sciences, bases de toute politique rationnelle, peu auront marqué leur place plus fortement que François Simiand ».

## Travaux

### Questions de méthodologie
Selon L. Frobert, il fut « l'un de ces intellectuels français qui ont su alterner la réflexion théorique et les responsabilités concrètes d'un service ministériel ou d'un organisme public. Il a été aussi un enseignant ayant professé au sein de plusieurs institutions. [...] Comme il le déclare dans la leçon inaugurale au Collège de France, sa réflexion avait un seul but : le conduire au cœur des questions économiques et des problèmes du travail de son temps.  (...) D'où l'importance presque obsessionnelle qu'il réserve à la méthode [...] comme si cela constituait la garantie d'une pensée qui avait le sceau de la scientificité. ».
Simiand est soucieux d'appliquer à l'étude des phénomènes économiques les principes d'analyse des faits sociaux exposés par Émile Durkheim. Selon lui, les raisons que se donne l'homme pour expliquer sa conduite expriment rarement les causes véritables des institutions : « C'est un préjugé de croire que l'action humaine est consciente de ses vraies raisons ».
Sa démarche valorise l'usage des données statistiques et manifeste son désir constant d'ancrer la science économique dans l'histoire. Trois thèmes sont particulièrement étudiés par lui : le cycle du charbon, les cycles économiques sur longue période et le progrès, ainsi que la monnaie en tant que « réalité sociale ».
Dans sa thèse, publiée en 1911, à l'encontre des théories usuelles de la productivité, il établit que « le salarié s'efforçait avant tout de défendre son niveau de vie auquel il était parvenu ». Et que sa productivité était donc plus forte en période de dépression, alors qu'il était menacé d'une baisse de salaire, qu'en période de prospérité où il aurait pu espérer un salaire plus élevé.
Il expose ses méthodes d'analyse des phénomènes économiques dans La Méthode positive en sciences économiques (1911). À l'opposé des tendances conservatrices illustrées par Frédéric Le Play, Simiand promeut l'école sociologique en économie – positiviste et socialisante – fondée par Durkheim à la fin du XIXe siècle, selon laquelle les faits sociaux présentent une autonomie propre et doivent être étudiés comme des « choses ». Ses études sur les salaires montrent effectivement les avantages de la méthode sociologique et psychologique mais aussi ses limites lorsqu'elle « prétend traiter les faits sociaux comme des faits chimiques, superposant statistiques sur statistiques, comme on met différents corps en présence pour constater leurs réactions. »
Le Salaire, l'évolution sociale et la monnaie (1932) représente une tentative d'établir une théorie des salaires sur la base d'observations statistiques.
Dans sa préface aux Paysans de Balzac, l'historien Louis Chevalier le cite parmi les historiens qui ont pris en considération les apports historiques et sociaux du roman.

### La monnaie chez Simiand
En 1933, son essai Monnaie et réalité sociale défend une vision nominaliste de la monnaie : 
« La monnaie n'est plus qu'une création de l'opinion et la décision de l'État ne fait que renforcer celle-ci. Ainsi toute monnaie est fiduciaire. L'or n'est que la première des monnaies fiduciaires. » 
Dans Les Fluctuations économiques à longue période et la crise mondiale (1933), il interprète la crise des années 1930 à la lumière de sa théorie des cycles longs. L'accroissement de la quantité de monnaie (que ce soit du fait de nouvelles découvertes de mines d'or ou d'argent, en régime d'étalon métallique, ou du fait de la fabrication de papier monnaie et de l'octroi de crédits) engendre une phase de croissance longue, tandis que les restrictions monétaires génèrent une phase de ralentissement prolongé de l'activité économique.

## Publications
- Le Salaire des Ouvriers des Mines en France, Thèse de doctorat, 1904[19].
- La méthode positive en science économique, Paris, Félix Alcan, coll. «Bibliothèque de philosophie contemporaine», 1912.
- Statistique et expérience. Remarques de méthode. Marcel Rivière, Paris, 1922.
- « Le salaire, l'évolution sociale et la monnaie », Revue d'économie politique 1931, pp. 1169–1189
- Le Salaire, l'évolution sociale et la monnaie, essai de théorie expérimental du salaire, 3 vol., PUF 1932.
- Les Fluctuations économiques à longue période et la crise mondiale. Alcan, 1932.
- La monnaie réalité sociale, Annales Sociologiques, série D, fasc.,1 p1-86,1934
- Les essais économiques et monétaires de M. Charles Rist in Revue d'économie politique, 1934, pp. 172–188.
- De l'échange primitif à l'économie complexe, éd. de la Pensée ouvrière, 1935.
- Inflation et stabilisation alternées : le développement économique des États-Unis, Domat-Montchrestien, 1934

## Distinctions
- Officier de la Légion d'honneur (25 juillet 1932)[20]